# Hiller Aircraft Company
Die Hiller Aircraft Company wurde 1942 als Hiller Industries von Stanley Hiller gegründet, um Hubschrauber zu entwickeln.

## Geschichte
Stanley Hiller war gerade siebzehn Jahre alt, als er 1942 in Berkeley, Kalifornien die erste Hubschrauberfabrik an der Westküste der Vereinigten Staaten gründete. Das Unternehmen trug den Namen „Hiller Industries“ und entwickelte den mit einem Koaxialrotorsystem ausgestatteten XH-44 "Hiller-Copter" für die United States Army. Die XH-44 flog erstmals 1944. Ab 1945 arbeitete Hiller mit Henry J. Kaiser zusammen, und das Unternehmen wurde in United Helicopters umbenannt. In den Nachkriegsjahren entwarf United Helicopters eine Reihe von innovativen Hubschraubern für militärische und zivile Zwecke, einschließlich Koaxialrotors und schwanzloser Konstruktionen, sowie weitere herkömmliche Modelle. Im Januar 1949 überquerte ein Hiller 360 als erster zivile Hubschrauber die Vereinigten Staaten.
Nach dem Zweiten Weltkrieg arbeitete Stanley Hiller außer an Hubschraubern auch an einem vertikal startenden und landenden zweisitzigen raketengetriebenen Flugzeug, der VJ-100. Die Bemühungen Hillers, das Interesse der US-Militärs dafür zu wecken, waren vergeblich, sodass es über das Reißbrettstadium nicht hinauskam.
Das Unternehmen wurde 1948 in Hiller Helicopters umbenannt. Es entwickelte mehrere Hubschrauber und war an der Entwicklung einiger anderer maßgeblich beteiligt. Von den frühen 1960er Jahren bis 1969 diente seine Fabrik in Palo Alto als Tarnunternehmen der CIA, in der „CORONA“-Aufklärungssatelliten produziert wurden.
Hiller wurde 1964 von Fairchild Aircraft gekauft. Stanley Hiller kaufte das Unternehmen mit Hilfe eines Dutzends Investoren aus Thailand 1973 zurück. Mindestens 30 neue Hubschrauber wurden in einer neuen Fabrik in East Bay produziert und gleichzeitig auch das erste Luft- und Raumfahrtunternehmen in Thailand errichtet.

## Produkte
- Hiller XH-44
- Hiller X-2-235
- Hiller J-5
- Hiller UH-4 „Commuter“
- Hiller UH-5B „Rotormatic“

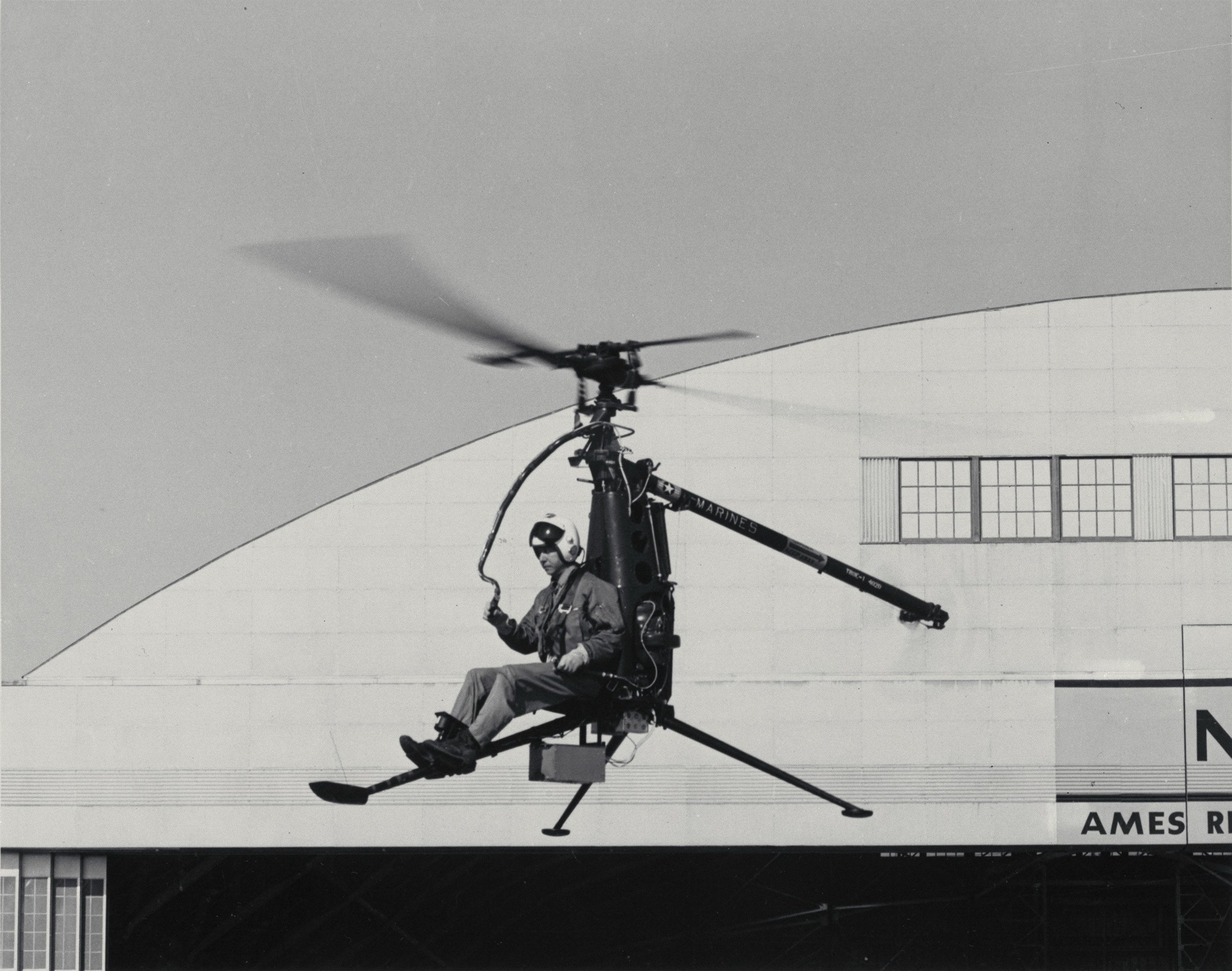
Einsitziger Leichthubschrauber Hiller YROE-1 1956 beim NASA Ames Research Center

- Hiller UH-12 "Raven" (HTE-1, OH-23)
- Hiller HH-120 „Hornet“
- Hiller HJ-1 (YH-32 Hornet, HOE-1, YH-32 ULV)
- Hiller VZ-1 Pawnee „Flying Platform“
- Hiller autogyro
- Hiller ROE-1 „Rotorcycle“
- Hiller X-18
- Hiller Ten99
- Hiller VJ-100 zweisitziges VTOL-Raketenflugzeug
- Fairchild Hiller FH-1100
- Fairchild Hiller FH-227